# User-mode Linux

libvirt поддерживает UML в качестве одного из методов запуска виртуальных машин.

User-Mode Linux (UML, Линукс пользовательского режима) — вариант ядра Linux, который позволяет запустить несколько виртуализованных Линукс-систем (т. н. гостевых от англ. guests) в качестве обычных приложений в основной Linux‐системе (т. н. хост от англ. host). Каждый гость запущен как процесс в «пространстве пользователя» (англ. user space), что позволяет запускать несколько виртуальных ОС без перенастройки основной линукс-системы.

## Применения UML
Возможен запуск сетевых сервисов в UML, в том числе honeypot. UML может использоваться для тестирования и отладки программ без влияния на основную ОС, а также для обучения и исследований.
В системе UML допускается несовпадение версий ядра основной и гостевой систем. UML может использоваться для отладки ядер на одном компьютере.
Иногда предоставляется веб-хостинг на базе UML.

## Интеграция в ядро Linux
Доступно в виде патча для некоторых ядер начиная с версий 2.2.x.
Был интегрирован в ядро начиная с Linux 2.6.0.

## Сравнение
Считается, что User-mode Linux имеет более низкую производительность по сравнению с Xen и OpenVZ.

## Платформы
Изначально создано для x86, но позже переносилось на IA-64 и PowerPC. В настоящее время работает на x86-64.